# منطقة وصاية سمارانغ
سمارانغ منطقة وصاية غير ساحلية في مقاطعة جاوة الوسطى في إندونيسيا. وهي تغطي مساحة 950.207 كم 2 ويبلغ عدد سكانها 930727 في تعداد 2010،  999817 في تعداد 2015 و 1,053,094 في تعداد 2020.  تستثني هذه الأرقام مدينتي سمارانغ وسالاتيغا المستقلتين، وهما منفصلتان إداريًا عن الوصاية. عاصمة الوصاية هي أونغاران، والتي تقع مباشرة إلى الجنوب من مدينة سمارانغ.

## جغرافية
إدارياً، تقع منطقة سمارانغ على حدود منطقة كندال ومنطقة تيمانغونغ في الغرب، ومنطقة بويولالي ومنطقة ماجيلانغ في الجنوب، ومنطقة جروبوجان ومنطقة ديماك في الشرق، ومدينة سمارنغ في الشمال. وفي الوقت نفسه، تشكل مدينة سالاتيغا جيبًا داخل الوصاية، وهي منفصلة إداريًا. جغرافيًا، تقع بين 110 ° 14′54,74 ″ –110 ° 39'3 «شرقًا و 7 ° 3'57» -7 ° 30 جنوباً. تبلغ مساحة منطقة سمارانغ ريجنسي 95,020 هكتار (234,800 أكر) ، بمساحة أرض منتجة 24,417 هكتار (60,340 أكر) .
درجة حرارة الهواء في هذه المنطقة باردة نسبيًا لأنها تقع بين 318 و 1450 مترًا فوق مستوى سطح البحر. منطقة Ungaran Barat هي المنطقة الأدنى، بينما منطقة Getasan هي الأعلى. في عام 2005 كان هناك 97 يومًا ممطرًا وفي عام 2007 كان هناك 83 يومًا ممطرًا. منطقة باون هي المنطقة التي تشهد أكثر الأيام أمطارًا (144 يومًا) ومقاطعة صروح أقلها (30 يومًا).

## التركيبة السكانية
بلغ عدد سكان منطقة سمارانغ 1.053.094 في عام 2020، بزيادة قدرها 53277 منذ تعداد عام 2015.

## التقسيمات الإدارية
يضم منطقة سمارانغ تسعة عشر ضاحية (kecamatan)، مدرجة أدناه مع مناطقهم وسكانهم في 2010 Cemsus  وتعداد 2020.  المقاطعات مقسمة إلى 208 قرية ريفية أو ديسا ، و 27 قرية حضرية أو كيلوراهان.
| يصرف                               | منطقة </br> (بالكيلومتر 2) | سكان </br> تعداد 2010 | سكان </br> تعداد 2020 | سكان </br> الكثافة 2020 </br> (لكل كيلومتر 2) | إداري </br> مركز |
| ---------------------------------- | -------------------------- | --------------------- | --------------------- | --------------------------------------------- | ---------------- |
| جيتاسان                            | 65.796                     | 47956                 | 52932                 | 804.5                                         | جيتاسان          |
| تنجاران                            | 47.296                     | 64146                 | 71.966                | 1,521.6                                       | تنجاران          |
| سوزوكان                            | 48.865                     | 43124                 | 49545                 | 1,013.9                                       | سوزوكان          |
| كاليونجو                           | 29.950                     | 26310                 | 30311                 | 1,012.1                                       | كاليونجو         |
| صروح                               | 64.015                     | 59640                 | 70,088                | 1,094.9                                       | صروح             |
| بابيلان                            | 47.975                     | 37256                 | 44457                 | 926.7                                         | بابيلان          |
| تونتانغ                            | 56.242                     | 60392                 | 68700                 | 1,221.5                                       | تونتانغ          |
| بانيوبيرو                          | 54.415                     | 40219                 | 44294                 | 814.0                                         | بانيوبيرو        |
| جامبو                              | 51.627                     | 36551                 | 40642                 | 787.2                                         | جامبو            |
| سوموونو                            | 55.630                     | 29681                 | 33967                 | 610.6                                         | سوموونو          |
| أمباراوا                           | 28.221                     | 58299                 | 63753                 | 2,259.1                                       | كرانجان          |
| باندونجان                          | 48.233                     | 52443                 | 58799                 | 1,219.1                                       | باندونجان        |
| باوين                              | 46.570                     | 53725                 | 59675                 | 1,281.4                                       | هارجوساري        |
| احضره للداخل                       | 61.891                     | 40976                 | 46441                 | 750.4                                         | احضره للداخل     |
| بانكاك                             | 43.846                     | 19837                 | 23888                 | 544.8                                         | بوتو             |
| برينجابوس                          | 78.352                     | 49948                 | 56885                 | 726.0                                         | برينجابوس        |
| بيرجاس                             | 47.332                     | 67993                 | 75910                 | 1,603.8                                       | بيرجاس لور       |
| ويست أنغاران </br> (أنغاران بارات) | 35.960                     | 74.063                | 81074                 | 2,254.6                                       | ليرب             |
| شرق أنغاران </br> (أنغاران تيمور)  | 37.992                     | 68,168                | 79767                 | 2,099.6                                       | كالونجان         |
| المجاميع                           | 950.207                    | 930727                | 1,053,094             | 1,108.3                                       | أنغاران          |

## مناطق الجذب السياحي[8]
1. ضريح بوذا جايا واتوجونج. مجمع ضريح بوذا جايا واتوجونج له قيمة فنية كبيرة. بارتفاع 39 مترًا، يمثل أعلى معبد باغودا في إندونيسيا. تم بنائه في عام 2005، ويقع أمام Makodam IV Diponegoro Semarang. في المبنى المكون من سبعة طوابق، توجد بعض تماثيل Welas Asih آلهة ملقاة في الطابق الثاني حتى السادس، ولديها أيضًا 20 تمثال كوان إم.
2. يقع متحف السكك الحديدية الإندونيسية في بلدة أمباراوا. يقع المتحف في محطة سكة حديد تم إيقاف تشغيلها ويضم العديد من قاطرات القطارات والعربات ومعدات السكك الحديدية من الحقبة الاستعمارية. [ بحاجة لمصدر ]
3. مجمع معبد جيدونغ سونغو عبارة عن سلسلة من المعابد تقع على بعد حوالي 5 كيلومترات من مدينة باندونجان، على منحدرات جبل أنغاران التي بنيت في العصر الهندوسي البوذي. [ بحاجة لمصدر ]
4. غابة بينجارون . حوالي 350 متر (1,150 قدم) فوق مستوى سطح البحر بدرجة حرارة 20-26 درجة مئوية بهواء نقي ونظيف. يقع موقع الاستجمام في الغابة هذا على بعد 17 كم من سمارانغ و 2 فقط كم من أنغاران، مما يجعل المنطقة قريبة جدًا من المناطق الحضرية. تهيمن عليها أشجار الصنوبر، على الرغم من وجود أنواع أخرى أيضًا.
5. بحيرة راوا بينينغ هي بحيرة مياه عذبة تقع في مناطق أمباراوا وبانيوبيرو وباوين وتونتانغ. فهي موطن لنظام بيئي فريد يتكون من جزر صفير المياه العائمة وهي مركز مهم لمصايد الأسماك وحياة الطيور في الوصاية. [ بحاجة لمصدر ]
6. مزرعة القهوة Tlogo . يقع Tlogo Coffee Plantation في قرية ديليك. وهي مساحة بعرض 415 هكتار (1,030 أكر) و 400-675 م فوق مستوى سطح البحر. الطقس البارد والهواء النقي الخالي من التلوث سيجلب لحظات ممتعة وبانوراما جميلة.

## الحواشي
1. ↑  "Badan Pusat Statistik Kabupaten Semarang". semarangkab.bps.go.id. مؤرشف من الأصل في 2020-10-15. اطلع عليه بتاريخ 2020-10-14.
2. 1 2 3  Badan Pusat Statistik, Jakarta, 2021.
3. 1 2  Biro Pusat Statistik, Jakarta, 2011.
4. ↑  "Profile - SIPID - Regional Investment". Indonesia Investment Coordinating Board. مؤرشف من الأصل في 2013-10-21. اطلع عليه بتاريخ 2020-10-14.
5. ↑  "Indonesia: Central Java Province (Regencies and Cities) - Population Statistics, Charts and Map". citypopulation.de. مؤرشف من الأصل في 2021-06-19. اطلع عليه بتاريخ 2020-10-16.
6. ↑  "BAB II GAMBARAN UMUM KABUPATEN SEMARANG DAN DESKRIPSI WILAYAH PENELITIAN" (PDF). جامعة ديبونيجورو. مؤرشف من الأصل (PDF) في 2020-10-16.
7. ↑  "Badan Pusat Statistik Kabupaten Semarang". semarangkab.bps.go.id. مؤرشف من الأصل في 2022-06-23. اطلع عليه بتاريخ 2020-10-15.
8. ↑  "Mitra Praja Utama, Tourism & Culture | Central Java - Tourist Attractions (Semarang Regency)". www.tourism-mpu.com. مؤرشف من الأصل في 2011-05-15.

## روابط خارجية
- باللغة الإندونيسية Official website